# Kungamordet i Lissabon 1908
Kungamordet i Lissabon 1908 (portugisiska: O Regicídio de 1908) kallades mordet på kung Karl I av Portugal och kronprins Ludvig Filip av Portugal, utfört av republik-anhängare, stödda av Carbonária. Mordet inträffade den 1 februari 1908 i Praça do Comércio längs med Tagusflodens bankar i Lissabon.
Mordet skedde på öppen gata.

### Fotnoter
1. ↑  ”Kungamordet i Lissabon upprepas – i en pantomim”. Hvad nytt. 13 mars 1908. http://www.hvadnytt.se/?p=191. Läst 17 juni 2013.
2. ↑  ”Karl I”. Nordisk familjebok. 19 mars 1910. https://runeberg.org/nfbm/0541.html. Läst 17 juni 2013.